# Bezweren
Bezweren, bespreken of belezen is letterlijk een bovennatuurlijke macht uitoefenen door iets voor te lezen, vaak uit een heilig geschrift, of door het lezen van bezweringsspreuken, waardoor boze geesten verdreven zouden worden. 
Vaak wordt voor een bezwering een geestelijke geroepen. Zogenaamde belezers  waren zieners die kennis van het verborgene hadden. Een bekend belezer was Berend Laarveld, Kieke Berend genoemd. Hij was een veurkieker.

## Voorbeelden in de praktijk
Het volgende middeleeuwse gedicht bevat een bezwering van de 'pape' in de Clute van Nu noch:
Ic wil u belesen ende besweren

Ende manen bi al dat u mach deren,

Bi nachtrudders ende bi avondtroncken,

Die achter den hove de belle cloncken,

Bi cocketoysen, bi neckers, bi maren,

Die bi nachte duer de locht varen

Ende bi den drollen int weerweghen,

Bi catten, die te dansen pleghen

Tswomsdaechs, ende bi varende vrauwen,

Dat ghi secht, up goeder trauwen,

Wat u letten mach of ghebreken.
In dit gedicht moet de man ertoe komen om te vertellen wat hem scheelt. Het volksgeloof wilde dat hij van een boze geest is bezeten, en alle denkbare boze geesten worden bezworen.
Er waren ook een groot aantal besprekingen tegen ziekten. Zo bestond er de bloedzegen om bloed te stelpen, en er was een bespreking tegen de (denkbeeldige) hartworm, de tandworm en de vingerworm (fijt). Wratten geneest men door eroverheen te wrijven en in stilte te zeggen:
Ik hoop dat deze bezoeking over de Rode Zee zal trekken.
Tegen allerhande kwalen kende men ook de variant:
In de naam des Heren

Zo waar als Farao over de Rode Zee ging

En ze vergingen alle,

Zo waar vergaat ook dit

In Gods naam.
Een bezweringsspreuk uit Edam luidde:
Dit arm of poot

Is verrukt of verstoot

't Zal niet verrotten of verzweren,

In de naam des Heren.
Daarnaast bestonden er besprekingen tegen hagel, brand, adders en dieven. Er waren eveneens besprekingen tegen brandwonden.